# Колонна Медичи
Колонна Медичи (фр. Colonne Médicis) — архитектурно-исторический памятник в центре Парижа, в районе Аль; всё что осталось от стоявшего здесь поместья королевы Екатерины Медичи; астрономическая обсерватория, которую она возвела для приехавшего вместе с ней из Флоренции астролога Козимо Руджери. С 1862 года охраняется французским государством как исторический памятник.
После смерти Екатерины её дворец продали в 1601 году Екатерине Бурбонской, сестре Генриха IV, потом Карлу Суассонскому. Дворец, с тех пор зовущийся Суассонским (фр.), был продан обанкротившимися наследниками Карла и разрушен в 1748 году; Louis Petit de Bachaumont смог выкупить только колонну.
При постройке в 1763—1767 годах городских Хлебных рядов (в 1889 году их круглое здание перестроено в городскую Коммерческую биржу) колонну вместили в стену, и она потеряла свой вид.

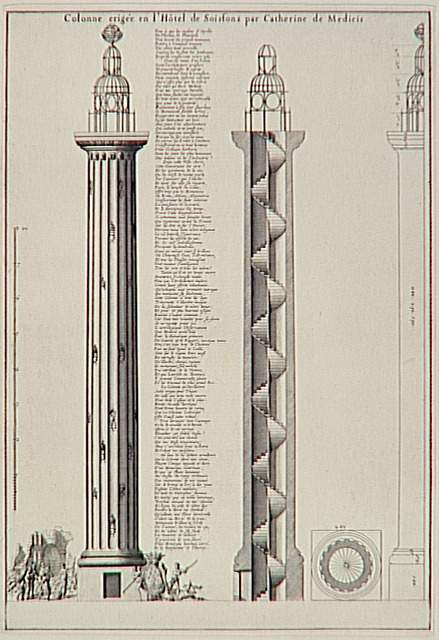
Технический разрез колонны

## Архитектура
Высота 31 м, выполнена в виде дорической колонны. Внутри лестница из 147 ступеней, ведущая в глобус, служивший обсерваторией, где Екатерина Медичи уединялась со своими астрономами и куда был устроен прямой вход из покоев королевы.
При постройке Хлебных рядов у подножия колонны устроили фонтан (фр. Fontaine de la Halle aux Blés), а на самом столбе начертили меридиан: в любое время года он верно показывал час дня. Изобретение принадлежало отцу Пинаре (Pinaré), канонику аббатства св. Женевьевы.
Купол после реставрации XIX века был чугунным; ныне отсутствует.